# 下謝貝利州
下謝貝利州（阿拉伯语：‎）是索馬里東南部的一個州，東臨印度洋。謝貝利河自東往西流過。面積25,285平方公里。下謝貝利州有约140万居民。首府馬爾卡约有35万居民。
它位于摩加迪沙以南。过去它和中謝貝利州一起属于巴納迪爾州，当时摩加迪沙是其首府。其它城市还有阿夫戈耶、布拉瓦、戈里奥莱、巴拉韦等。
下謝貝利州最重要的部落是哈威耶族和迪尔族，此外还有相当多拉汉温族少数民族。此外还有少数操班图语的人群，他们使用不同的索马里语方言。
由于武装冲突以及从首都摩加迪沙逃来的难民使得这个传统上被称为“索马里的面包箱”的地区的粮食状况恶化。